# Estación Jorge Lins
La Estación Jorge Lins es una de las estaciones del VLT de Recife, situada en Jaboatão dos Guararapes, entre la Estación Curado y la Estación Marcos Freire.
Fue inaugurada en 1999.